# Anita Ramos
Anita Ramos, nascida Maria de Lourdes de Oliveira Ramos (Franca, 18 de fevereiro de 1905  — São Paulo, 1987) foi uma jornalista e crítica cinematográfica, considerada umas pioneiras de crítica de cinema no Brasil.
Nascida em Franca, interior de São Paulo, Maria de Lourdes se mudou para a capital em 1935, onde pretendia se tornar jornalista. Autodidata, foi contratada pelo jornal Correio Paulistano onde lhe foi incumbida a função de escrever um coluna direcionada ao público feminino. Assim surgiu a "Página Feminina", o primeiro espaço jornalístico dedicado a mulheres em um jornal do estado de São Paulo e um dos primeiros do Brasil.
Além da redação da coluna, Anita também cuidava dos espaços para anunciantes de filmes em cartaz nos cinemas. Ela percorria as ruas de São Paulo em busca de anúncios e isso foi o estímulo para se envolver com a crítica de cinema. Com o cinema brasileiro ainda estava se estabelecendo, se especializou como crítica de filmes estrangeiros. Observando o enredo e a atuações dos atores se tornou bastante intuitiva e dificilmente errava o resultado de premiações. Logo se tornou redatora da coluna “Cinematographia”, também no Correio Paulistano.
Após passagem pelo Correio Paulistano, Anita foi  contratada pelo Diário da Noite. Ocupou também o cargo de diretora da Associação Paulista de Imprensa. Como funcionária pública, trabalhou no DIP (Departamento de Imprensa e Propaganda), onde manteve contato com poetas como Péricles Pimentel e historiadores como Ernani Silva Bruno. Com fim do Estado Novo em 1945, o DIP foi fechado e Anita foi transferida para a Secretaria da Fazenda.
Em 1983 recebeu o Grande Prêmio da Crítica pela Associação Paulista de Críticos de Arte (APCA), por seu pioneirismo na crítica de cinema no Brasil.
Era casada com o jornalista Osvaldo Moles (1913-1967), passando a se chamar Maria de Lourdes Ramos Ferri Moles. Anita faleceu em 1987.